# Frederik Götz
Frederik Götz (ur. 11 kwietnia 1988 w Erlangen, w Bawarii) – niemiecki aktor telewizyjny, filmowy i teatralny.

## Filmografia

### Seriale TV
- 2012: To, co najważniejsze (Alles was zählt)
- 2016: Frühling
- 2016: Hundertmal Frühling
- 2016: Inga Lindström: Powrót (Inga Lindström: Zurück ins Morgen) jako Viktor Isaakson
- 2017: Miodowe panny (Honigfrauen) jako Luis
- 2018: Rosamunde Pilcher jako Patrick Yale
- 2018: Zdrajcy i inne niewiniątka (Chaos-Queens) jako Andi
- 2018-2020: Tonio & Julia jako Guido Bender
- 2018: Górski lekarz (Der Bergdoktor) jako Tom Ostermaier
- 2020: SOKO Köln jako Luis Fandel
- 2020: Nachtschwestern jako Fabian
- od 2020: Verbotene Liebe (Zakazana miłość) jako Alexander Verhoven

### Filmy fabularne
- 2012: Bernd Alois Zimmermann - Die Soldaten (TV) jako pijany oficer / 18 żołnierz
- 2016: Nirgendwo jako Fresi
- 2019: Rate Your Date jako Derek
- 2019: Sprawa Colliniego (Der Fall Collini) jako Tim